# Феодор Кентерберийский
Феодор Кентерберийский (лат. Theodorus Cantuariensis, Феодор Тарсийский, лат. Theodorus Tarsiensis, англ. Theodore of Tarsus; ок. 620, Тарсус — 19 сентября 690, Кентербери) — архиепископ Кентерберийский, первый английский епископ, возведённый в достоинство примаса Англии. Святой Католической, Англиканской и Русской православной церквей, память совершается 19 сентября и в Третью неделю по Пятидесятнице, в день празднования Собора Британских и Ирландских святых.

## Жизнеописание
Феодор родился в городе Тарсус, образование получил в Афинах, где изучал церковную и светскую литературу, а затем переехал в Рим, где долгое время жил в одном из монастырей. В 668 году король Нортумбрии Освиу и король Кента Эгберт обратились к папе Виталию с просьбой назначить архиепископа Кентерберийского. Папой на эту кафедру был выбран Феодор. К этому моменту Феодор не имел церковного сана, его сначала рукоположили в субдиаконы, а затем «четыре месяца ждал, пока у него отрастут волосы, чтобы принять тонзуру в форме короны». Епископская хиротония Феодора состоялась 26 марта 668 года и он вместе с Адрианом (аббат Нериды, Италия) и Бенедиктом Бископом (впоследствии аббат Виамаута и Джарроу в Дареме) отправился в Англию. Некоторое время он прожил в Париже, чтобы изучить язык и обычаи англосаксов. В 669 году он прибыл в Кентербери.
Первым действием Феодора стало решение вопроса о епископских кафедрах: многие из них были вакантны, а другие же нуждались в разделении. В 672 году им был созван церковный собор в Хертфорде, ставший первый общим собором английской церкви. На данном соборе вопрос о епархиях решён не был, основным решением собора стало определение даты Пасхи по римской традиции — в первый воскресный день после 14 марта. Также епископам было запрещено вмешиваться в дела чужих епархий, был установлен приоритет церковного брака. Феодором были основаны первые в Англии монастырские школы: в Доруверне, Эбораке и монастырях Уирмут и Джарроу (в последней учился и преподавал Беда Достопочтенный).
Пребывание Феодора на кентерберийской кафедре сопровождалось конфликтами в отношении его идеи увеличения числа епископов. В 679 году епископ Вильфрид, изгнанный с Йоркской кафедры (она была разделена Феодором на три епархии), обратился с апелляцией к церковному собору в Риме. Папа Агафон определил, чтобы в Англии было 12 епископских кафедр и из них одна архиепископская. Действия Феодора по умножению епископских кафедр были признаны неканоническими и рукоположённых им епископов решено было низложить. Когда Вильфрид вернулся в Англию, то он был арестован королём, поддерживавшим политику Феодора. Через некоторое время Вильфрид был освобождён, но был вынужден удалиться в Сассекс и примирился с Феодором только перед его смертью.
Феодор известен своей борьбой с евтихианами и монофизитами, мероприятиями по укреплению дисциплины духовенства, распространением светского и церковного образования. Сохранилось его сочинение «Liber Penitentialis» — собрание канонов для определения времени публичных покаяний, являющиеся один из самых ранних английских источников церковного права. В этом сочинении Феодор попытался адаптировать нормы греческой церкви и римской практики к особенностям страны. В нём он проявил себя как противник традиционных языческих верований, в частности его сборник содержит пункты, проклинающие тех, кто вызывает демонов и таким образом заставляет погоду меняться («si quis emissor tempestatis merit»).
Проводившаяся Феодором политика централизации английской церкви при главенстве архиепископа Кентерберийского в тесном союзе со светской властью была высоко оценена потомками. Так Беда Достопочтенный отмечает, что «он так много сделал для англо-саксонской церкви, как никто до него, равно и преемники его не могли с ним сравняться».

## В литературе
- Кристофер Харрис (Christopher Harris). Роман «Theodore» (2000). Феодор некоторое время, по предположениям автора книги, служил у византийского императора Ираклия. В аннотациях книга подается как еретические «мемуары» священника-гомосексуалиста.